# Place Richelme
La place Richelme est une place d'Aix-en-Provence.

## Situation et accès
Elle est située en plein centre-ville, à proximité de la place de l'Hôtel-de-Ville.
Bordée au nord par la halle aux grains qui la sépare de la place de l'Hôtel-de-Ville, et sur les côtés par la rue Maréchal-Foch et la rue Vauvenargues.

## Origine du nom
Elle doit son nom à Marie-Rose Richelme (1836-1902) qui était la nièce d'un célèbre chanteur d'opéra aixois du XIXe siècle, le ténor Louis-Ferdinand Richelme (1804-1845).

## Historique
Construite vers 1360, après la réunion du bourg Saint-Sauveur à la ville comtale, la « place aux Herbes », ainsi nommée depuis le XIVe siècle, se trouve dès lors au cœur même de la ville. La reine Jeanne confirme son établissement par lettres patentes en septembre 1365. À la fin du XVe siècle, le roi René y fait bâtir une chapelle dédiée à saint Sébastien détruite en 1618. Sur son emplacement est construite une halle aux poissons aujourd'hui disparue, que l'on peut voir sur des cartes postales du début du XXe siècle.
La place Richelme est en fait constituée de deux places imbriquées, datant d'époques différentes : la place aux Herbes, la plus ancienne, datant du XIVe siècle, et la place du Marché, de création plus récente, créée au XVIIIe siècle au pied de la halle aux grains. 
Depuis son origine jusqu'à nos jours, elle se caractérise par la présence de producteurs, maraîchers ou jardiniers, vendant directement leurs produits frais chaque jour. Dans son célèbre livre Les rues d'Aix, publié en 1846, l'historien Ambroise Roux-Alphéran décrit ce marché, et notamment le « banc du Roi » : « Tout autour de la place aux herbes, comme autour de la halle, sont des bancs de pierre sur lesquels les jardiniers étalent les légumes et les herbages qu'ils exposent en vente. Plusieurs de ces bancs sont des propriétés particulières, les autres appartiennent à la ville. Parmi ceux-ci, il y en a un qui est appelé dans les vieux titres, le banc du Roi. »
Par délibération en date du 23 mai 1930, la « place-aux-Herbes » prend le nom de « place Richelme ». 
De nos jours encore s’y tient chaque matin un petit marché de produits agricoles, en alternance un marché provençal les jours de grands marchés (les mardi, jeudi et samedi matin) et un marché alimentaire les autres jours (dimanche, lundi, mercredi et vendredi matin).
Lors du réaménagement de la place, dans les années 1980, a été installée dans la partie sud de la place une fontaine, dite la « fontaine du Sanglier », copie du Sanglier réalisé par Pietro Tacca (1577-1640), sculpteur italien du XVIIe siècle de l'école florentine, élève de Giambologna (1529-1608), réplique d’une œuvre en marbre conservée à la Galerie des Offices à Florence, elle-même copie romaine d’un bronze hellénistique.